# Гульбахар
Гульбахар, Гулбахор (узб. Gulbahor / Гулбаҳор) — посёлок городского типа, расположенный на территории Арнасайского района Джизакской области Республики Узбекистан.
Статус посёлка городского типа с 2009 года.